# Veil of Remembrance
Veil of Remembrance è il secondo album studio pubblicato dal gruppo svedese black metal/christian metal Crimson Moonlight, nel 2004.

## Il disco
Rispetto al precedente disco, la formazione conta stavolta un solo cambiamento: esce il tastierista Petten Edin ed entra il chitarrista Jani Stefanovic, già batterista dei Renascent e polistrumentista dei Divinefire. Il sestetto annovera così ben tre chitarristi ed nessun tastierista, e ciò si ripercuote immancabilmente sul sound che dal black sinfonico ed epico si trasforma in una originale miscela di black e death melodico.
Anche il lavoro sui testi si mantiene a buoni livelli, così come la produzione musicale. Del disco sono da ricordare in modo particolare la seconda traccia "Painful mind contradiction" e "The echoes of thought", così come "My grief" e "Illusion was true beauty".
La voce femminile compare sempre con le medesime caratteristiche poi nell'ultima citata "Reflections upon the distress and agony of faith", che contiene tra l'altro i momenti black più puri e canonici, e chiude il cd con scream e growl.

## Tracce
1. Intimations of Everlasting Constancy
2. Painful Mind Contradiction
3. Embraced by the Beauty of Cold
4. The Echoes of Thought
5. My Grief, My Remembrance
6. The Cold Grip of Terror
7. Illusion Was True Beauty
8. Contemplations Along the Way
9. Reflections Upon the Distress and Agony of Faith

## Formazione
- Simon Rosen aka Pilgrim - voce
- Petter Stenmarker - chitarra/voce
- Per Sundberg - chitarra
- Jani Stefanovic - chitarra
- Hubertus Liljegren - basso/chitarra
- Gustav Elowson - batteria